# 杨松柏
杨松柏（1964年6月—），男，汉族，重庆忠县人，中华人民共和国政治人物。解放军兽医大学兽医专业毕业。

## 生平
1984年1月加入中国共产党。1984年7月参加工作，在解放军兽医大学兽医学专业研究生班学习。1987年7月，任成都军区后勤部军事医学研究所实习研究员、助理研究员(实际在军办企业金殿制药厂任车间主任、副厂长兼供销科长)。1994年12月，任成都军区企业管理局劳资教育处正科级助理员。1995年11月，任成都军区企业管理局劳资教育处副处级助理员。1997年4月，任成都军区企业管理局劳资教育处副处长、代理综合计划处处长。
1999年9月，任四川省经贸委研究室助理调研员(1998年7月至2000年6月在西南财经大学工商管理专业学习并获硕士学位)。2000年10月，任四川省经贸委医药处处长。2002年1月，任四川省经贸委副主任、党组成员。2004年2月，任四川省经济委员会副主任、党组成员。2005年8月，任中共泸州市委常委、市政府副市长。2008年9月，任中共泸州市委常委、常务副市长、市政府党组副书记。2011年11月，任中共泸州市委副书记。
2012年4月，任中共内江市委副书记、内江市人民政府副市长、代理市长（2012年5月当选市长）、中共内江市人民政府党组书记。2013年，当选第十二届全国人民代表大会四川地区代表。
2015年6月，任中共内江市委书记。2016年7月，不再担任中共内江市委书记。有消息指出，他被免职是因违规探视涉贪在内江看守所羁押的原中共资阳市委书记李佳，并带她外出吃饭。
2016年9月6日，中央纪委监察部网站宣布杨松柏涉嫌严重违纪接受调查。
2017年5月，中共四川省委十届十次全会审议并通过了省纪委关于杨松柏严重违纪问题的审查报告，确认省委常委会之前作出的给予其留党察看二年的处分。这是杨松柏所受处分首次被曝光。